# Automeris janus
Automeris janus é uma espécie de mariposa do gênero Automeris, da família Saturniidae. Tem por sinônimo Phalaena janus (Cramer, 1775).
Sua ocorrência foi registrada no Brasil, Bolívia, Costa Rica, Equador, Guiana Francesa e Peru.

## Ligações externas

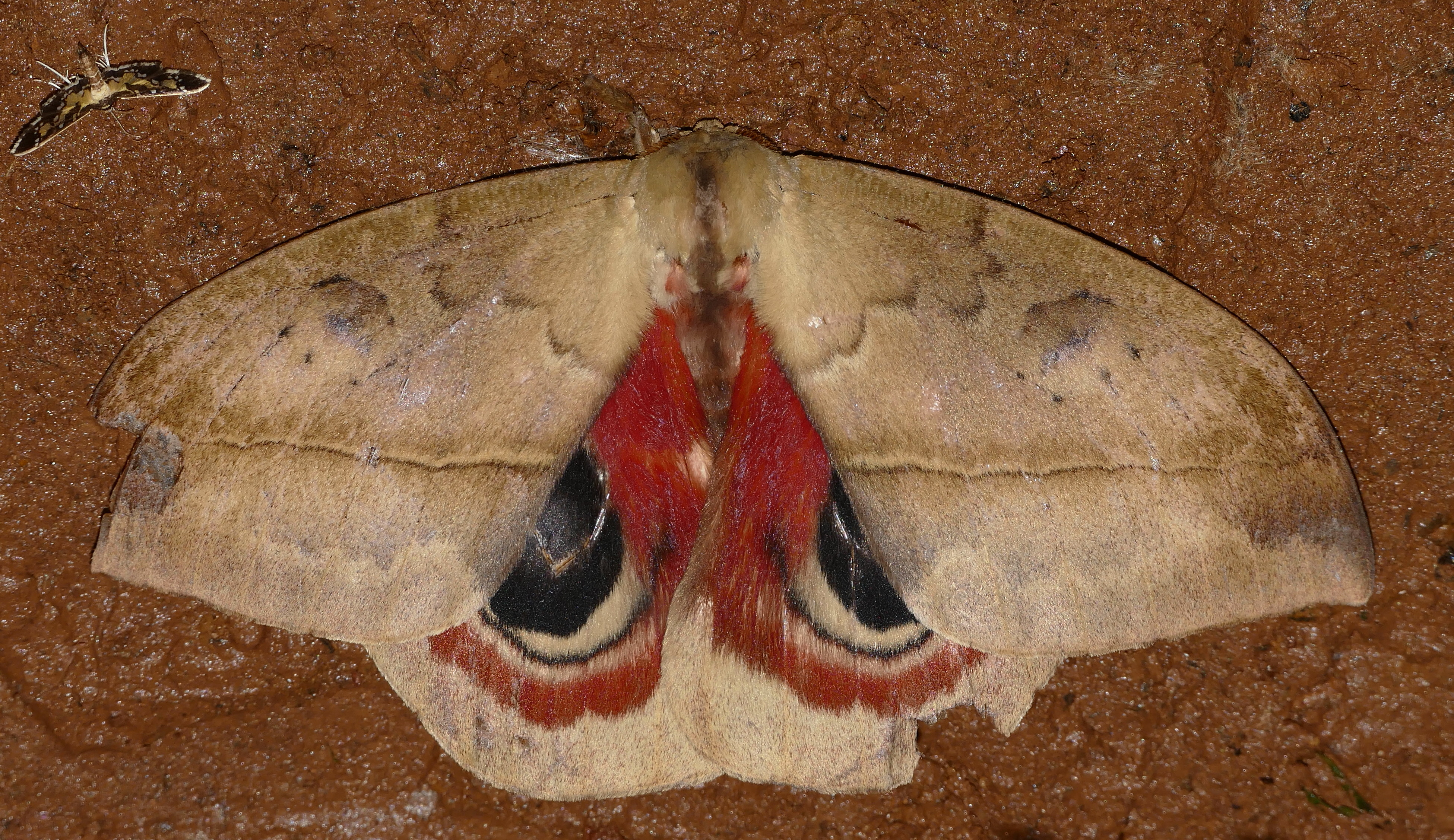
A. janus, por Bernard Dupont.